# Beeston (motorfiets)
Beeston is een Brits historisch merk van fietsen, tricycles en motorfietsen.
De bedrijfsnaam was: Beeston Cycle Co., later New Beeston Cycle Co., Coventry.
De Beeston Cycle Co. werd in 1896 opgericht door Harry John Lawson, en liet in verschillende bedrijven in Coventry, deels onafhankelijk van elkaar, Beeston-voertuigen bouwen met twee-, drie- en vier wielen. Als eerste verscheen er in 1896 een tricycle met De Dion-Bouton-motor. Al in 1898 volgden er motorfietsen met 364cc- 1¾-pk De Dion-Bouton-motor voor het achterwiel en met de tank achter het zadel. De productie van de Beeston motorfietsen eindigde in 1901.
Lawson bezat de Engelse patenten van De Dion, bouwde Werner-motorfietsen in licentie en was ook betrokken bij de merken Humber en Pennington.